# HGB (piwo)
HGB (ang. High Gravity Brewing) – warzenie wysoko stężonej brzeczki. Jest to powszechnie stosowana przez nowoczesne browary metoda produkcji piwa polegająca na wytworzeniu brzeczki ze znacznie wyższą zawartością ekstraktu niż to wynika z parametrów gotowego piwa. Osiąga się to poprzez odpowiednie metody zacierania słodu jak np. dłuższa przerwa scukrzająca w temperaturze ok. 65–66 °C oraz dodanie cukru, syropu sacharozowego, skrobiowego lub ekstraktu słodowego.
Efektem tego jest skoncentrowana brzeczka piwna, która przed fermentacją, po fermentacji lub przed rozlewem rozcieńczana jest zimną wodą do wymaganej zawartości ekstraktu lub częściej zawartości alkoholu (po fermentacji). Metoda ta wprowadzona po drugiej wojnie światowej w Ameryce upowszechniła się również w Europie i Afryce. Pozwala ona na znaczne przyspieszenie technologii produkcji piwa oraz zwiększenie do 30% przepustowości działów:
- warzelni – przy takim samym wydatku energetycznym osiąga się skoncentrowaną brzeczkę, a co za tym idzie więcej piwa,
- fermentowni – jeśli woda dodawana jest po fermentacji,
- leżakowni – jeśli woda dodawana jest dopiero przed rozlewem.

W porównaniu do klasycznej metody produkcji piwa, główną zaletą HGB jest to, że woda dodawana w celu rozcieńczenia nie musi być podgrzewana i gotowana, co daje w efekcie znaczne korzyści ekonomiczne. W pewnym uproszczeniu istotą tej metody jest dodanie do brzeczki na etapie warzelni mniejszej ilości wody niż w przypadku klasycznego sposobu warzenia piwa. Dzięki temu koszt warzenia brzeczki jest niższy, gdyż mniejsza ilość brzeczki jest gotowana, a co za tym idzie następuje mniejsze zużycie energii potrzebnej do jej podgrzania. Naczynia w których następuje warzenie i fermentacja mogą być mniejsze lub też można w nich warzyć/fermentować więcej. W rezultacie warzenia metodą HGB zarówno brzeczka, jak i następnie piwo które z niej powstało tuż po fermentacji jest bardziej skoncentrowane. Piwo takie tuż po fermentacji ma wyższe stężenie alkoholu i ekstraktu niż piwo uzyskane w klasycznym procesie technologicznym. Woda, która nie została dodana na etapie warzelni jest dodawana już po zakończeniu fermentacji (tuż po zakończeniu procesu fermentacji, np. jeszcze w tanku fermentacyjnym lub później na etapie leżakowni lub filtracji). Dodanie wody powoduje zmniejszenie obliczonego stopnia Plato tego piwa do takiego poziomu jaki miałaby brzeczka, gdyby ta ilość wody została do niej dodana już na etapie warzelni. 

Metoda umożliwia wykorzystanie tej samej brzeczki do produkcji wielu piw o zróżnicowanych końcowych parametrach. Umożliwia ona również wykorzystanie tej samej brzeczki do produkcji wielu piw o zróżnicowanym końcowym stężeniu ekstraktu.
Jeżeli gęstość brzeczki nastawnej w przypadku produkcji piw typu lager nie przekracza 15 stopni w skali Plato to smak piwa wyprodukowanego metodą HGB jest niemal identyczny z metodami tradycyjnymi. Wyższa koncentracja brzeczki nastawnej ma negatywny wpływ na końcowy profil aromatyczno-smakowy w gotowym piwie, gdyż produkcja koncentratu brzeczki o zwiększonej zawartości ekstraktu wiąże się ze stosowaniem użyciu wyższych temperatur, co powoduje wytwarzanie się większej ilości ubocznych produktów fermentacji.